# Lamar (Colorado)
Lamar ist eine Home Rule Municipality im US-Bundesstaat Colorado und ist County Seat des Prowers County. Das U.S. Census Bureau hat bei der Volkszählung 2020 eine Einwohnerzahl von 7.687 ermittelt. Die Errichtung des zweiten Teils eines internationalen, physikalischen Großexperiments, des Pierre-Auger-Observatorium auf der nördlichen Erdhalbkugel zur Untersuchung der hochenergetischen kosmischen Strahlung, ist in der Nähe von Lamar geplant.

## Geographie
Lamar liegt am Arkansas River im Südosten des Bundesstaates, östlich von Pueblo. Lamars geographische Koordinaten sind 38° 5′ N, 102° 37′ W.
Nach den Angaben des United States Census Bureaus hat die Stadt eine Fläche von 11,0 km², welche komplett auf Landfläche entfällt.

## Verkehr
Lamar besitzt einen Bahnhof an der Amtrak-Strecke Southwest Chief und den Lamar Municipal Airport.

## Demographie
Zum Zeitpunkt des United States Census 2000 bewohnten Lamar 8869 Personen. Die Bevölkerungsdichte betrug 809,5 Personen pro km². Es gab 3656 Wohneinheiten, durchschnittlich 333,7 pro km². Die Bevölkerung bestand zu 76,24 % aus Weißen, 0,38 % Schwarzen oder African American, 1,48 % Native American, 0,47 % Asian, 0,05 % Pacific Islander, 18,81 % gaben an, anderen Rassen anzugehören und 2,57 % nannten zwei oder mehr Rassen. 36,54 % der Bevölkerung erklärten, Hispanos oder Latinos jeglicher Rasse zu sein.
Die Bewohner Lamars verteilten sich auf 3324 Haushalte, von denen in 36,0 % Kinder unter 18 Jahren lebten. 49,2 % der Haushalte stellen Verheiratete, 13,3 % hatten einen weiblichen Haushaltsvorstand ohne Ehemann und 32,4 % bildeten keine Familien. 28,2 % der Haushalte bestanden aus Einzelpersonen und in 12,4 % aller Haushalte lebte jemand im Alter von 65 Jahren oder mehr alleine. Die durchschnittliche Haushaltsgröße betrug 2,59 und die durchschnittliche Familiengröße 3,18 Personen.
Die Stadtbevölkerung verteilte sich auf 29,1 % Minderjährige, 12,1 % 18–24-Jährige, 26,1 % 25–44-Jährige, 19,5 % 45–64-Jährige und 13,1 % im Alter von 65 Jahren oder mehr. Das Durchschnittsalter betrug 31 Jahre. Auf jeweils 100 Frauen entfielen 98,6 Männer. Bei den über 18-Jährigen entfielen auf 100 Frauen 95,8 Männer.
Das mittlere Haushaltseinkommen in Lamar betrug 28.660 US-Dollar und das mittlere Familieneinkommen erreichte die Höhe von 32.560 US-Dollar. Das Durchschnittseinkommen der Männer betrug 24.145 US-Dollar, gegenüber 20.133 US-Dollar bei den Frauen. Das Pro-Kopf-Einkommen in Lamar war 13.900 US-Dollar. 19,7 % der Bevölkerung und 14,4 % der Familien hatten ein Einkommen unterhalb der Armutsgrenze, davon waren 29,5 % der Minderjährigen und 12,2 % der Altersgruppe 65 Jahre und mehr betroffen.

## Söhne und Töchter der Stadt
- Marvin Ash (1914–1974), Pianist
- Ken Curtis (1916–1991), Country-Sänger und Schauspieler
- Wesley Tuttle (1917–2003), Country-Musiker
- Scott Elarton (* 1976), Baseballspieler
- Jeremy Ausmus (* 1979), Pokerspieler

Der US-Senator Gordon L. Allott wurde im nahegelegenen Pueblo geboren, praktizierte in Lamar während der 1930er Jahre jedoch als Rechtsanwalt. Doug Brocail – Pitcher in der Major League Baseball – ging hier in die High School.